# Emma Myers
Emma Myers (Orlando, Florida, 2 d'abril de 2002) és una actriu estatunidenca. Va saltar a la fama pel seu paper a la sèrie de televisió del 2022 Wednesday.

## Carrera
Va començar a actuar com a actriu infantil el 2010, fent el seu debut a la sèrie de televisió The Glades. Va començar a actuar professionalment amb 16 anys. Va aparéixer a Southern Gospel, A Taste of Christmas, ambdues del 2020, i Girl in the Basement, del 2021. Va guanyar reconèixement amb el seu paper principal com a Enid Sinclair a la sèrie de Netflix Wednesday del 2022, al costat de Jenna Ortega, que va interpretar a Dimecres Addams.
Myers també apareix a la pel·lícula de comèdia de Netflix Family Switch al costat de Jennifer Garner, Ed Helms i Brady Noon, i va interpretar el personatge principal Pippa Fitz-Amobi a l'adaptació televisiva de la novel·la de misteri d'assassinat A Good Girl's Guide to Murder. A continuació apareixerà a Minecraft: La pel·lícula, una adaptació cinematogràfica del videojoc del mateix nom.

## Vida personal
De petita, Myers va formar part d'una cooperativa d'escolarització a casa i "mai va tenir una experiència escolar tradicional". Segons una entrevista de 2022 a Teen Vogue, els fandoms d'El Senyor dels Anells i La Guerra de les Galàxies eren "dos pilars fantàstics del fandom en línia que van donar forma a la manera com Emma veia el món". Es descriu a si mateixa com introvertida. Myers és fan del K-pop.

## Filmografia

### Pel·lícules
| Any  | Títol           | Paper                          | Notes        |
| ---- | --------------- | ------------------------------ | ------------ |
| 2010 | Letters to God  | Noia a autobús (no acreditada) |              |
| 2010 | Crooked         | Noia al gimnàs                 | Curtmetratge |
| 2019 | Love, Innocence | TBA                            | Curtmetratge |
| 2020 | Deathless       | Mavis Nebick                   | Curtmetratge |
| 2023 | Southern Gospel | Angie Blackburn                |              |
| TBA  | Family Leave    | TBA                            | En producció |

### Televisió
| Any          | Títol                    | Paper                         | Notes                                |
| ------------ | ------------------------ | ----------------------------- | ------------------------------------ |
| 2010         | The Glades               | Paige Slayton (no acreditada) | Episodi: "The Girlfriend Experience" |
| 2020         | The Baker and the Beauty | Stephanie                     | Episodi: "Pilot"                     |
| 2020         | Dead of Night            | The Girl from Magnolia        | 2 episodis                           |
| 2020         | A Taste of Christmas     | BeeBee Jordan                 | Telefilm                             |
| 2021         | Girl in the Basement     | Marie Cody                    | Telefilm                             |
| 2022-present | Wednesday                | Enid Sinclair                 | Paper principal                      |